# 서해갑문 (인천)
인천 서해갑문 또는 아라서해갑문은 인천 서해 앞바다와의 주요 운수로 역할을 하며, 선박이 이동할 때 양쪽 수위를 같아지게 만들어주는 갑문 시설이다. 황포돛배를 형상화한 갑문통제소는 충·배수 제어, 갑문 입·출거, 갑실 내 배 사이 위치조정, 진출입 통제 등 배가 안전하고 효율적으로 드나들게 하는 역할을 하도록 만들어졌다.
갑문 규모는 길이 31m, 높이 19.2m, 무게(서해측)약 1,540톤, (뱃길측)약1,160톤이며 갑실 규모는 폭 28.5m, 길이 210m이다.
갑문게이트는 슬라이딩 게이트방식이다.

## 위치
인천시 서구 백석동 58 일원에 위치한다.

## 같이 보기
- 아라인천여객터미널
- 아라타워